# Kantoorgebouw Centrale Onderlinge

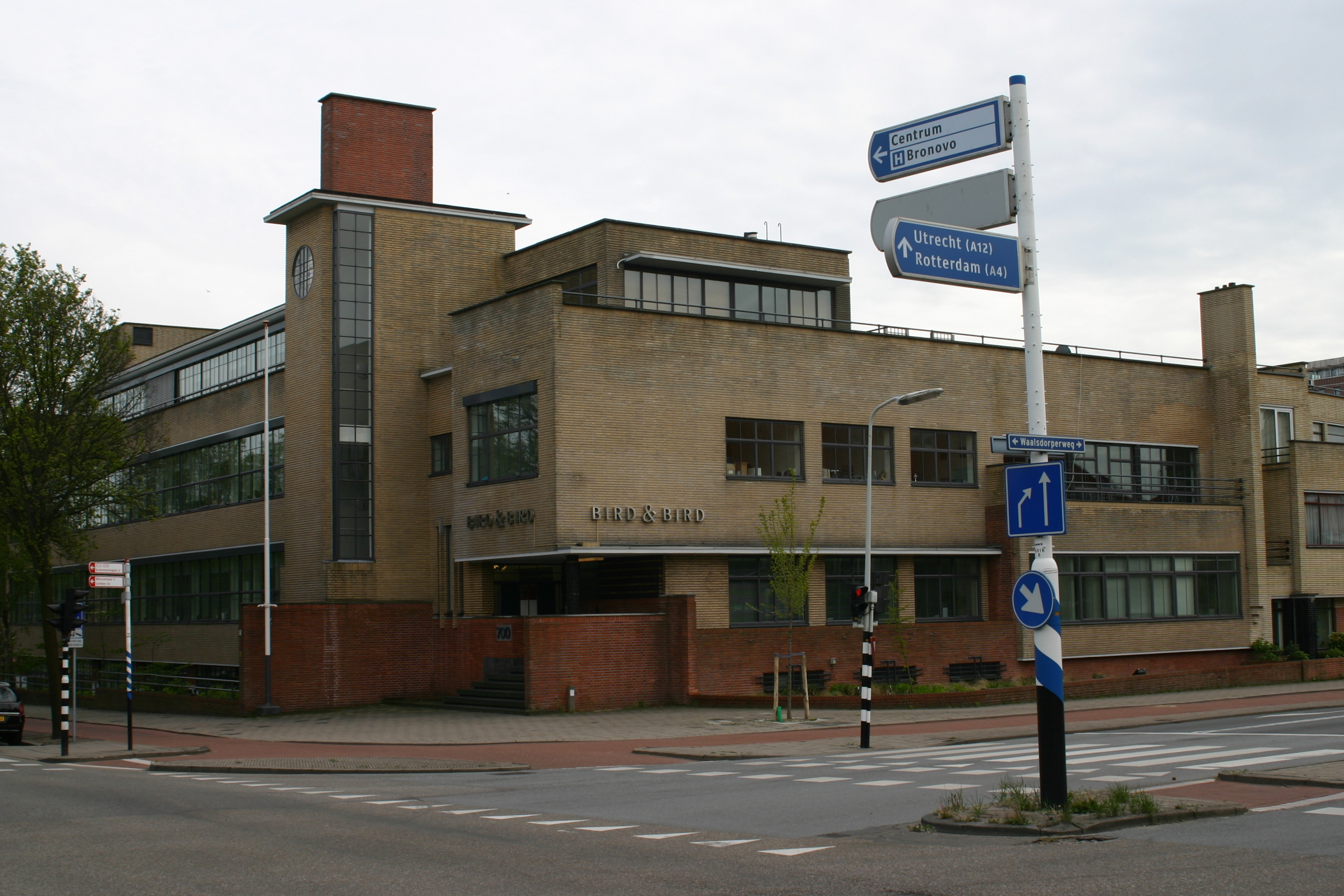
Van Alkemadelaan 700: kantoor van Bird & Bird

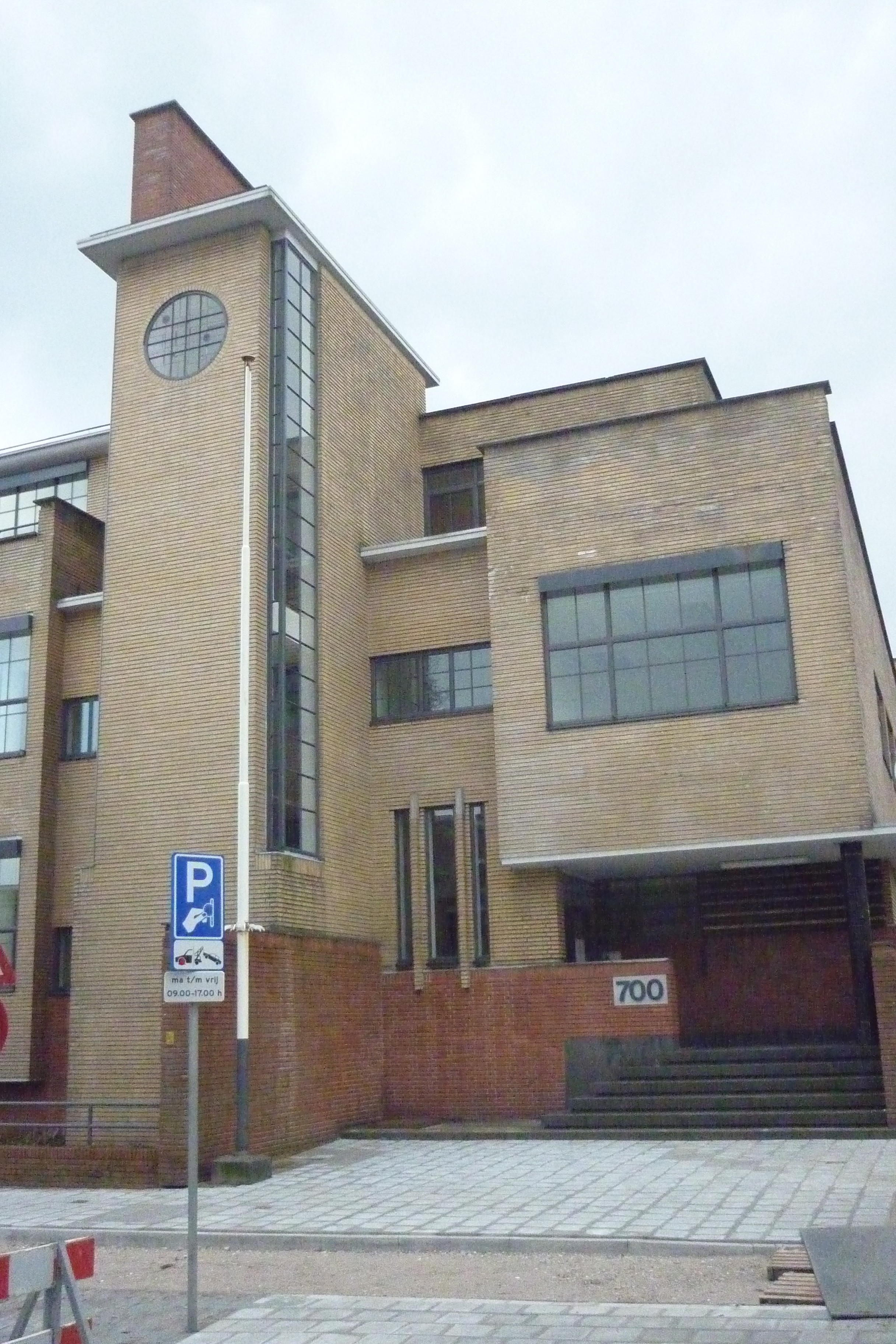
Hoofdingang, nr 700

Het kantoorgebouw van de Centrale Onderlinge is een monumentaal kantoorgebouw in Den Haag op de hoek van de Van Alkemadelaan en de Waalsdorperweg. 
Het kantoor werd gebouwd voor de Centrale Onderlinge Bedrijfsvereniging voor Ziekteverzekering.  Het gebouw werd ontworpen door architecten Jan Wils en Fop Ottenhof en in de jaren 1933-1935 gebouwd door de Bataafsche Aannemingsmaatschappij.

## Kenmerken
De stijl behoort tot het nieuwe bouwen. De lijnen zijn strak en kubistisch, er werden twee kleuren baksteen gebruikt maar verder werden weinig ornamenten toegevoegd. 
Het gebouw bestaat uit twee haaks op elkaar staande vleugels. Aan de kant van de Waalsdorperweg waren de vergaderzalen en de directiekamers, waar houten lambrisering werd aangebracht, en in de kelders was de cv-installatie. Aan de Van Alkemadelaan waren de werkvertrekken. Er kwam rubber op de vloeren om geluidsoverlast te beperken. Heel modern was toen het gebruik van verplaatsbare glazen schotten om afdelingen te scheiden. In de kelders van die vleugel werden de archieven opgeslagen en daarnaast was de fietsenstalling. Waar de vleugels elkaar ontmoeten is de hoofdingang. Verrassend is het dakterrastuin op de tweede verdieping, dat al sinds de bouw bestaat. 

## Gebruik
Het kantoorgebouw werd later gebruikt door TNT en de Koninklijke Marechaussee, die er nog zat toen het internationale advocatenkantoor Bird & Bird in februari 2007 de Parkstraat verliet en dit monument betrok. De Marechaussee verliet het pand in september 2007, waarna Bird & Bird hoofdhuurder werd. Zij vertrokken op 18 februari 2013 naar een gebouw aan het Zuid-Hollandplein in Den Haag, waarna de verhuurder het gebouw renoveerde. Er werden glazen gangmuren geplaatst om weer meer daglicht toe te laten. Vanaf eind december 2013 is het gebouw in gebruik door Mandema & Partners.